# Nikolaj Pavlovitj von Nicolay
Nicolaus "Nikolaj" Armand Mikael Pavlovitj von Nicolay (født 16. december 1818 i København, død 7. juli 1869) var en russisk baron og diplomat.
Han var søn af baron Pavel "Paul" Andrejevitj von Nicolay (1777-1866), russisk gesandt i London, København og Stockholm, og Alexandrine, født prinsesse de Broglie.
Ligesom faderen blev han russisk gesandt i København, hvilket han var i årene 1860 til 1867. Han blev efterfulgt af Artur Morengejm. Han ejede herregården Monrepos i Viborg, Finland.
Han er sammen med sine søskende portrætteret af C.A. Jensen 1824/25 (Mon Repos).